# The House That Berry Built
The House That Berry Built est un roman britannique de Dornford Yates publié à Londres en 1945 par Ward, Lock and Co. Il retrace, à travers le prétexte d’une intrigue policière, la construction de la maison de l’écrivain dans la commune des Eaux-Bonnes, dans les Pyrénées-Atlantiques.

## Présentation
Ce roman est l’occasion pour l’auteur de mettre en scène son héros favori, Berry Pleydell  et ses proches, dans la septième aventure d’une saga à l’humour désuet. Dornford Yates se livre ici à son exercice préféré : une description méthodique et attentive de l’environnement et du quotidien de son héros. La psychologie des personnages est rapidement cernée : des aristocrates britanniques en rupture de reconnaissance sociale, réfugiés dans le sud-ouest d’une France où les valeurs du passé n’ont pas encore disparu. Nostalgiques d’un monde qui s’efface, fait de mondanités et d’oisiveté élégante, Berry et ses amis consomment leur temps en pique-niques en Rolls sur les pentes de la Vallée d’Ossau. Lassés des aller retour quotidiens depuis leur demeure de Pau, ils décident d’acquérir un terrain au flanc de la montagne verte, à mi chemin de la station thermale des Eaux-Bonnes et du village d’Aas.

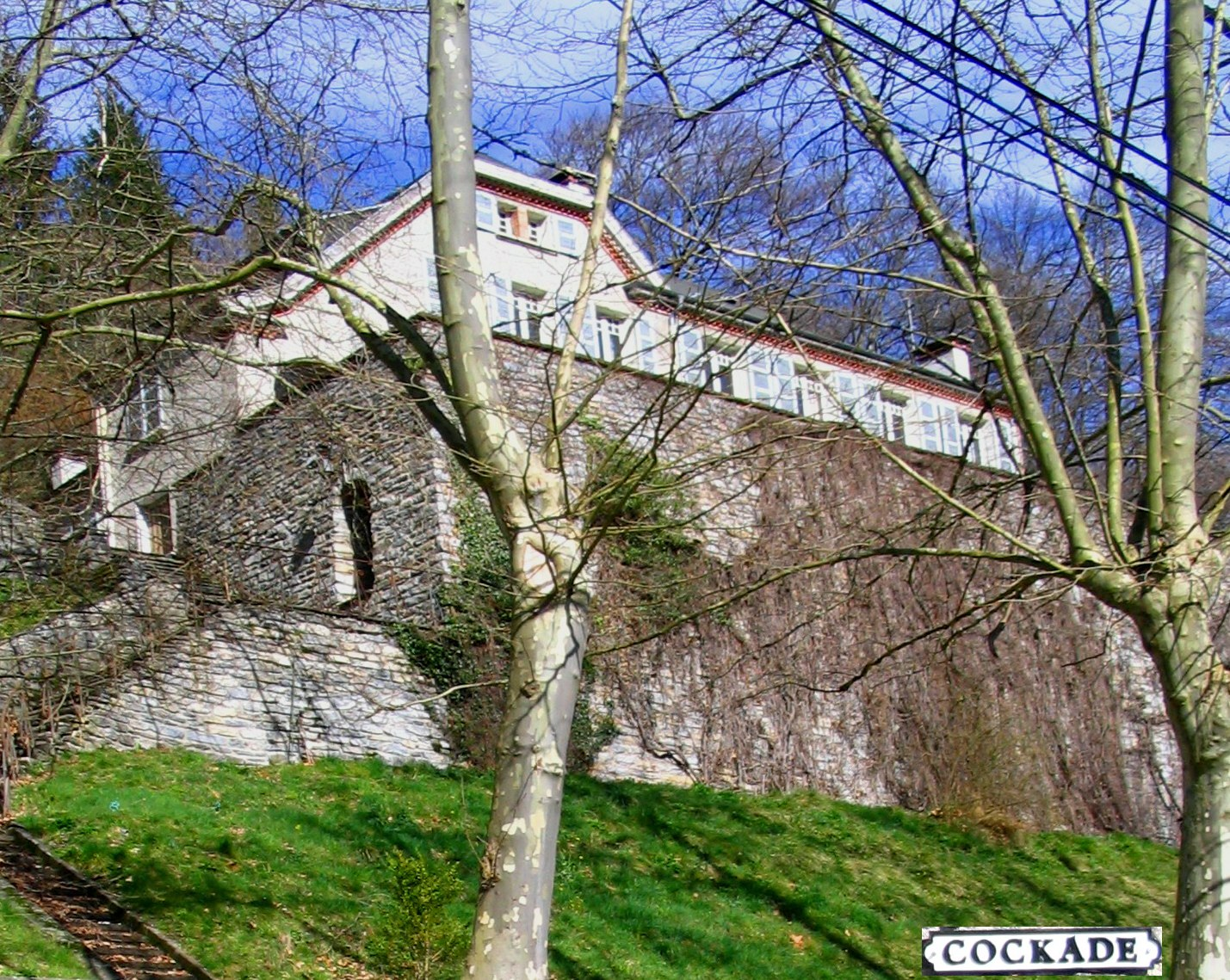
La villa Cockade est construite sur une monumentale terrasse maçonnée ancrée dans le rocher.

Cette décision, prise par l’écrivain lui-même en 1934 pour y construire sa propre demeure sert de prétexte au roman qui détaille soigneusement le chantier de construction. Agrémenté d’une intrigue policière fort ténue, le roman vaut surtout par l’exceptionnelle précision de la description du chantier. Le coût des travaux, les aléas de la construction ou des techniques employées, les caprices de la météo de montagne, les relations avec l’entrepreneur palois y sont soigneusement détaillés. Avec ses 600 m² habitables et sa terrasse monumentale commandant le paysage, la villa Cockade est surnommée le Château par les gens du pays.
Faute de représenter une étape fondamentale dans l’œuvre de Yates, The House That Berry Built apporte, à travers son foisonnement de détails anecdotiques un éclairage personnel sur les relations entretenues par les Anglais avec la France de l’entre-deux-guerres. On y découvre l’agacement du héros pour l’incompétence et la bureaucratie de l’administration française ou sa méfiance face à la capacité des français à détruire leurs plus beaux paysages. L’on y trouve quelques réflexions de bon sens qui reflètent le pragmatisme anglo-saxon : 

« Pourquoi ai-je fait venir des fauteuils Chesterfield ? Avez-vous déjà vu un chien s’endormir dans un fauteuil Louis XV ? Jamais ? Eh bien, eux aussi savent ce qui est confortable. »

On y admire surtout le respect et la sensibilité des héros pour le paysage pyrénéen et la nature en général.
Le roman révèle aussi la grande facilité de déplacement des anglais en ce début de XXe siècle. Les aller-retour entre Londres et Pau, où résidait une nombreuse communauté britannique, sont nombreux dans le roman. The House That Berry Built s’achève avec la construction de la maison et les premiers soubresauts du 2e conflit mondial. On ne sait pas si le héros occupera vraiment cette vaste demeure, Dornford Yates, lui, quittera la France pour l’Afrique du Sud pour la durée de la guerre.
À son retour, la France et les Français ont changé. Le monde aristocratique de Yates — qui est aussi celui de son héros — appartient alors définitivement au passé. Déçu, l’auteur n’occupera jamais Cockade et finira ses jours en Afrique du Sud.